# Dorete Bloch
Dorete Bloch, född 14 juni 1943 i Rungsted i Hørsholm, död 28 februari 2015 i Torshamn, var en färöisk biolog som var chef för Färöarnas naturhistoriska museum i Torshamn på Färöarna. Hon var även författare och har publicerat ett flertal böcker och artiklar om Färöarnas flora och fauna.
År 1999 fick hon det prestigefyllda Färöarnas litteraturpris för årets facklitteratur. Hon blev i 2001 professor vid Färöarnas universitet.